# Аксум (държава)
 Тази статия е за древното царство.  За съвременния град вижте Аксум.  
Царство Аксум (геез: አክሱም) е голямо царство в Североизточна Африка, съществувало от I век пр.н.е. до около X век. След разпада му териториите са завладени от арабите, но до периода на Късното средновековие земите на Аксум остават познати на европейците просто като Етиопия.

## Произход на аксумитите
Първоначално се е смятало, че царството Аксум е основано от семитското племе сабеи, които са прекосили Червено море през Йемен. С времето тази хипотеза е отхвърлена и се смята, че произходът на аксумитите е местен. Езикът геез, който е бил основният в царството, няма връзка със сабейския, както по-рано се е предполагало.

## История
Първото чуждестранно сведение за царство Аксум е Periplus Maris Erythraei („Перипъл на Еритрейското море“), където то е описано като важен център за търговията със слонова кост, широко изнасяна суровина в Античността.
| „                                | Оттам до града на народа, наречен аксумити, има още пет дена път; дотам се пренася цялата слонова кост, идваща отвъд Нил, през областта Циений, а след това отпътува към Адул. | “ |
| Перипъл на Еритрейско море, Гл.5 | |   |

Засилването на аксумитското влияние започва в края на II и началото на III век. В края на III век пророкът Мани определя царство Аксум като една от великите държави по това време, заедно с Персия, Рим и Китай. Приблизително по същото време започва и сеченето на собствена валута.
Аксумитите приемат християнството между 325 и 328 година, по време на управлението на цар Езана. След покръстването царство Аксум става първата държава в света, която изобразява Светия кръст на своите пари. В първия Златен век територията на царството се е простирала върху части днешните Етиопия, Еритрея, Северен Судан, Южен Египет, западните части на Йемен и Саудитска Арабия, Джибути и Западна Сомалия.
Втори златен век се състои в началото на VI век. По-късно започва период на упадък, спира сеченето на пари. Разпространението на исляма води до занемаряване на търговията с Далечния изток и Европа, в частност Византия. Царица Гудит (или Юдит), която е имала еврейски или езически религиозен произход, разрушава царството през X век. Малко информация е запазена за Аксум след нейното управление, характеризиращо се с избиване на местното население и разрушаването на храмове.
След Гудит на власт идва християнската династия Загве, която възстановява поне отчасти културата на аксумитите. Въпреки това царство Аксум окончателно е престанало да съществува в истинския си вид след X век.
Последният цар от Загве е убит по време на битка от Йекуно Амлак, за който се смята, че е пряк наследник на Дил Наод – последния истински аксумитски цар от началото на X век.

## География
В апогея на териториалното си разширение царството е заемало изцяло териториите на съвременните страни Еритрея и Джибути, както и северозападните части на Сомалия, югоизточните части на Египет, северозападните на Йемен, северните на Етиопия и североизточните на Судан. Столица е била град Аксум. Други по-важни градове са били Кохайто, Йеха, Адул и Матара.

## Етническа и езикова структура
Основната част от населението се е състояла от прото-амхарци и прото-тиграйци, както и смес от кушитски, семитски и нило-сахарски народи (като Кунама и Нара), наричани с общото название хабеши.
Царете на Аксум са носели титлата ነገሠ ፡ ነገሠተ – ngś ngśt, с вокализация – нигуса нагаст, което буквално означава „цар на царете“. Смятани са били за наследници на цар Соломон и Савската царица.

## Търговия и отношения с други страни
Най-големите търговски партньори на Аксумитското царство са били Индия и Римската империя (по-късно Византия), както и Нубия и Йемен. Износните стоки са били предимно слонова кост, черупки на костенурки, смарагди и злато. Внасяни са били подправки и коприна.
Царството развива мощна военна и търговска флотилия както по река Нил (единствена водна връзка с Европа), така и в Червено море (основен морски търговски път до Индия). С разпространението на исляма през VII и VIII век търговията започва да запада.

## Култура
Едно от най-важните постижения на царството е създаването на писмеността геез, която още се използва. Тя се основава на южноарабското писмо. Аксум приема християнството около 325 г., заменяйки юдаизма и политеистичните религии. Покръстването е осъществено при управлението на цар Езана.
След схизмата с Римската църква заради Халкидонския събор (451 г.), Аксумитското царство се превръща в средище на хенофизитичните християнски течения.
Аксум е било пресечната точка на множество култури – египетската, нубийската, индийската и арабската. Присъствали са малцинства на сабеи, евреи, египтяни, нубийци, и дори будисти.